# Interaktionistisches Rollenmodell
Das Interaktionistische Rollenmodell, seltener als Interaktionistisches Rollenkonzept bezeichnet, ist eine von Lothar Krappmann in seiner Dissertation von 1971 entwickelte soziologische Theorie, in der die klassischen Rollentheorien weiterentwickelt werden. Auf Basis des Symbolischen Interaktionismus ermittelte Krappmann die Bedingungen erfolgreichen Rollenhandelns. Das Interaktionistische Rollenmodell fand erhebliche Verbreitung in der Pädagogischen Soziologie.

## Bedingungen erfolgreichen Rollenhandelns
- Krappmann konstatiert, „[...] daß [sic!] jede Situation zahlreiche widersprüchliche Elemente enthält [...]“.[3]
- Rollennormen sind nicht rigide definiert, es bleiben subjektive Interpretationsspielräume für Rollenpartner.
- Im jeweiligen Interaktionsprozess übernehmen die Rollenpartner nicht nur die jeweils aktuelle Rolle, sondern verdeutlichen, welche weiteren Rollen sie noch innehaben oder innehatten.
- Der Konsens der Partner über ihre jeweiligen Rollen ist nicht verbindlich, die Rolleninterpretation bleibt vorläufig und kompromisshaft.
- Nur solche Institutionen sind erfolgreich, in denen nicht feste Rollenerwartungen automatisch erfüllt werden müssen.
- Krappmann beschreibt vier identitätsfördernde Fähigkeiten: Rollendistanz, Ambiguitätstoleranz, Empathie und Identitätsdarstellung.[4]

Das Modell steht im Gegensatz zu den Annahmen der klassischen Rollentheorien, die davon ausgehen, dass gemeinsames Handeln nur dann erfolgreich ist, wenn die Rollen der Akteure eindeutig definiert sind und alle Beteiligten sich in gleicher Weise an die gleichen Normen halten.